# 迈尼欧-托济亚
迈尼欧-托济亚（法語：Maignaut-Tauzia，法語發音：[mɛɲo tozja]）是法国热尔省的一个市镇，属于孔东区。该市镇于1837年由原市镇迈尼欧（Maignaut）和大托济亚（Tauzia-Grand）合并而成。

## 地理
迈尼欧-托济亚（43°53'22"N, 0°24'23"E）面积11.14 平方千米，位于法国奧克西塔尼大區热尔省，该省份为法国西南部内陆省份，北起顺时针与洛特-加龙省、塔恩-加龙省、上加龙省、上比利牛斯省、大西洋比利牛斯省和朗德省接壤。
与迈尼欧-托济亚接壤的市镇（或旧市镇、城区）包括：贝罗、孔東、圣奥朗斯-小普伊、圣皮伊、巴伊斯河畔瓦朗斯。

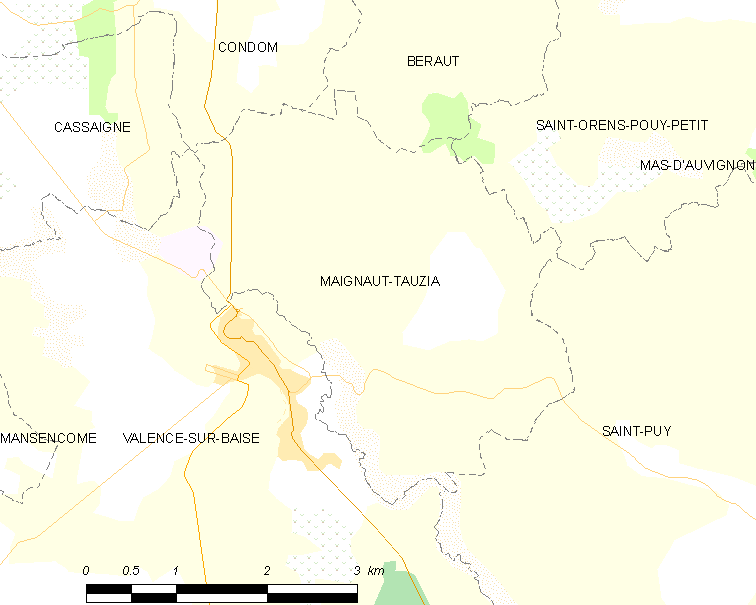
迈尼欧-托济亚的OSM定位图

迈尼欧-托济亚的时区为UTC+01:00、UTC+02:00（夏令时）。

## 行政
迈尼欧-托济亚的邮政编码为32310，INSEE市镇编码为32224。

## 政治
迈尼欧-托济亚所属的省级选区为巴伊斯-阿马尼亚克县。

## 人口

1962-2008年间迈尼欧-托济亚人口变化图示

迈尼欧-托济亚于2022年1月1日时的人口数量为215人。